# Acanthogonatus nahuelbuta
Acanthogonatus nahuelbuta là một loài nhện trong họ Nemesiidae.
Acanthogonatus nahuelbuta được miêu tả năm 1995 bởi Goloboff.